# Egidio Boccuzzi
Egidio Boccuzzi (Ruvo di Puglia, 15 aprile 1866 – Ruvo di Puglia, 28 febbraio 1934) è stato un ingegnere italiano.

## Biografia
Nato e cresciuto a Ruvo di Puglia da Leonardo e Marianna Farina, Egidio compì gli studi presso l'Istituto tecnico di Bari e a Napoli nel 1888 si laureò in matematica e fisica, mentre quattro anni dopo raggiunse la laurea in ingegneria. Nel 1901 fu responsabile dell'Ufficio Tecnico del Comune di Ruvo di Puglia. Numerosi furono i suoi progetti a favore dell'aspetto urbanistico della città, egli infatti progettò l'Istituto Sacro Cuore, l'Edificio Scolastico "Giovanni Bovio", per il quale fu insignito del titolo di Cavaliere del Lavoro, l'edificio dell'attuale Istituto Tecnico Commerciale, il Palazzo Chieco e l'ex scuola media "Giosuè Carducci". A Boccuzzi si deve anche la progettazione del corso Jatta-Cavour, la ristrutturazione di Palazzo Avitaja, la consolidazione del Castello di Ruvo, il tracciato delle strade vicinali Ruvo-Terlizzi-Bisceglie, la progettazione della chiesa del Redentore e l'ideazione del viale Ugo Foscolo e di alcune cappelle gentilizie del cimitero monumentale di Ruvo. Il viale Ugo Foscolo fu realizzato con la donazione da parte del dott. Domenico Testini di tutte le piante di cipresso che, a tutt'oggi, troneggiano sul viale d'accesso al cimitero di Ruvo di Puglia. Nonostante il Boccuzzi avesse sposato Bianca Testini, il dott. Domenico Testini progettò e costruì personalmente la cappella gentilizia della Famiglia Testini che a tutt'oggi,  al contrario di altre cappelle ormai in degrado, è ancora ultima dimora degli appartenenti alla famiglia Testini.
Nel 1910 sposò a Napoli Bianca Testini con la quale ha due figli: Leonardo ed Emma. La sua brillante carriera fu ostacolata dall'avvento del fascismo, in quanto professò sempre e apertamente le sue convinzioni democratiche e socialiste. Rifiutando infatti la tessera del Partito Nazionale Fascista, fu imputato di errori di progettazione e dunque sospeso ed esonerato dai suoi compiti nel 1925 e infine radiato dall'albo degli ingegneri. Ma l'ingegnere Sylos-Labini, bitontino, nel verificare gli eventuali danni provocati dall'incompetenza di Boccuzzi, non registrò alcun errore e dunque l'ingegnere ruvese fu riabilitato come professionista ma non come funzionario.